# Xã Ellington, Michigan
Xã Ellington (tiếng Anh: Ellington Township) là một xã thuộc quận Tuscola, tiểu bang Michigan, Hoa Kỳ. Năm 2010, dân số của xã này là 1.332 người.